# Оскар Остгофф
Оскар Остгофф (англ. Oscar Osthoff, 23 березня 1883 — 9 грудня 1950) — американський важкоатлет, спортсмен і плавець.
Олімпійський чемпіон 1904 року в багатоборстві на гантелях, срібний призер 1904 року в поштовху двома руками.